# Maraye-en-Othe
Maraye-en-Othe ist eine französische Gemeinde mit 429 Einwohnern (Stand: 1. Januar 2022) im Département Aube in der Region Grand Est. Sie gehört zum Kanton Aix-Villemaur-Pâlis im Arrondissement Troyes. 

## Geographie
Maraye-en-Othe liegt etwa 20 Kilometer südwestlich von Troyes. An der nordöstlichen Gemeindegrenze entspringt das Flüsschen Ancre.
Nachbargemeinden sind Chennegy im Norden, Bercenay-en-Othe im Norden und Nordosten, Vauchassis im Nordosten, Sommeval im Osten, Saint-Phal im Osten und Südosten, Eaux-Puiseaux im Süden und Südosten, Vosnon im Süden, Nogent-en-Othe im Südwesten sowie Saint-Mards-en-Othe im Westen und Nordwesten.

## Bevölkerungsentwicklung
| Jahr                      | 1962 | 1968 | 1975 | 1982 | 1990 | 1999 | 2006 | 2011 | 2016 |
| ------------------------- | ---- | ---- | ---- | ---- | ---- | ---- | ---- | ---- | ---- |
| Einwohner                 | 484  | 429  | 362  | 374  | 428  | 432  | 501  | 496  | 465  |
| Quelle: Cassini und INSEE |      |      |      |      |      |      |      |      |      |

## Sehenswürdigkeiten
- Kirche Saint-Jacques-le-Majeur, 1779 bis 1783 erbaut

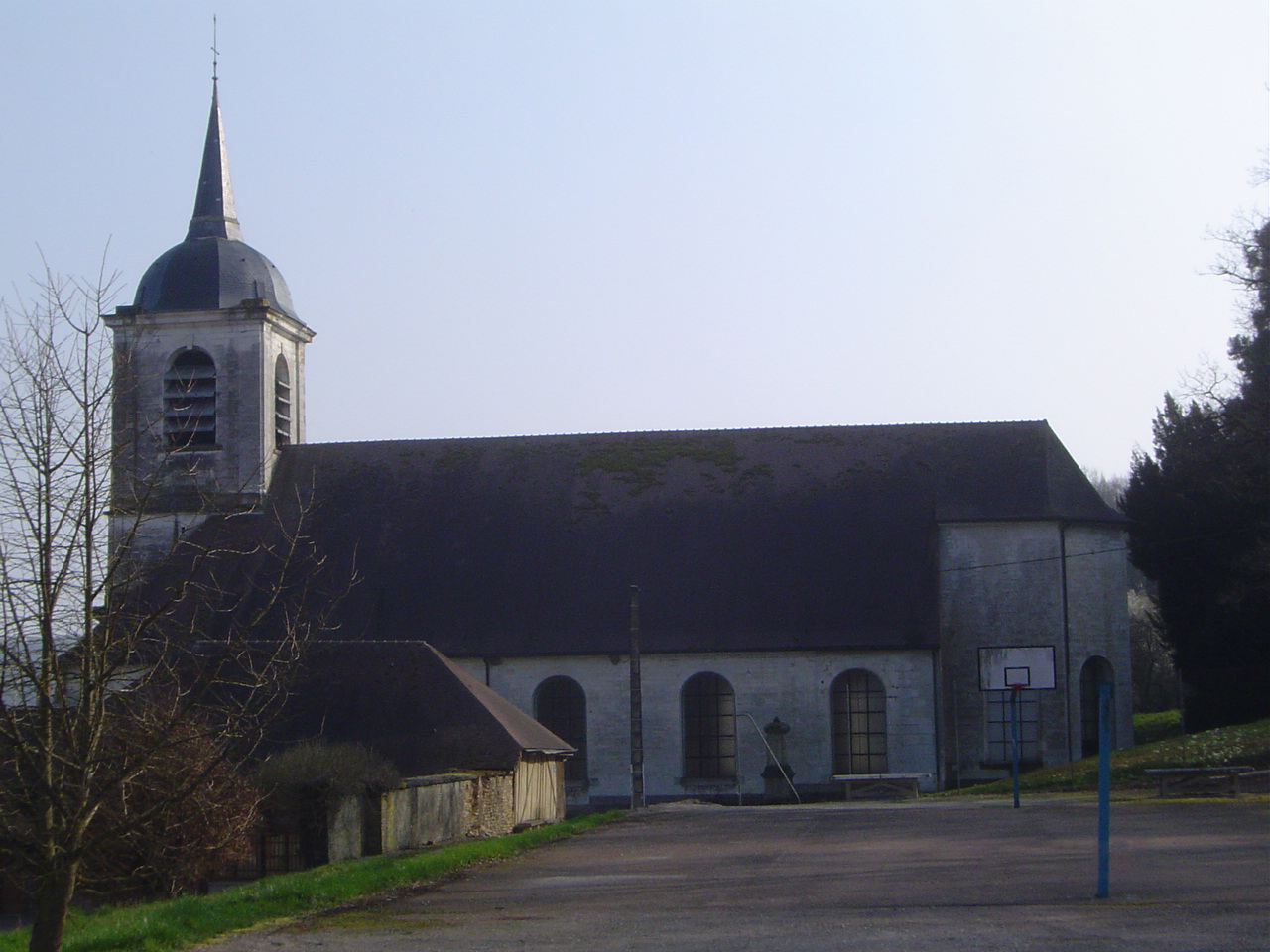
Kirche Saint-Jacques-le-Majeur